# Ahmed Al-Rawahi
Ahmed Faraj Abdullah Al-Rawahi (arab. احمد فرج عبدالله الرواحي; ur. 5 maja 1994) – omański piłkarz grający na pozycji bramkarza. Jest wychowankiem klubu Al-Nasr Salala.

## Kariera piłkarska
Swoją karierę piłkarską Al-Rawahi rozpoczął w klubie Al-Nasr Salala, w którym w 2014 roku zadebiutował w pierwszej lidze omańskiej.

## Kariera reprezentacyjna
W reprezentacji Omanu Al-Rawahi zadebiutował 13 grudnia 2018 w wygranym 2:1 towarzyskim meczu z Tadżykistanem. W 2019 roku został powołany do kadry na Puchar Azji.